# Овруцький район
О́вруцький райо́н  — колишня адміністративно-територіальна одиниця у складі Коростенської, Волинської округ, УСРР, Київської і Житомирської областей УРСР та України з адміністративним центром у місті Овруч. Один з найбільших районів України. Населення становить 58 637 осіб (на 1.08.2013). Площа — 3222 км². Утворено 1923 року.

## Географія

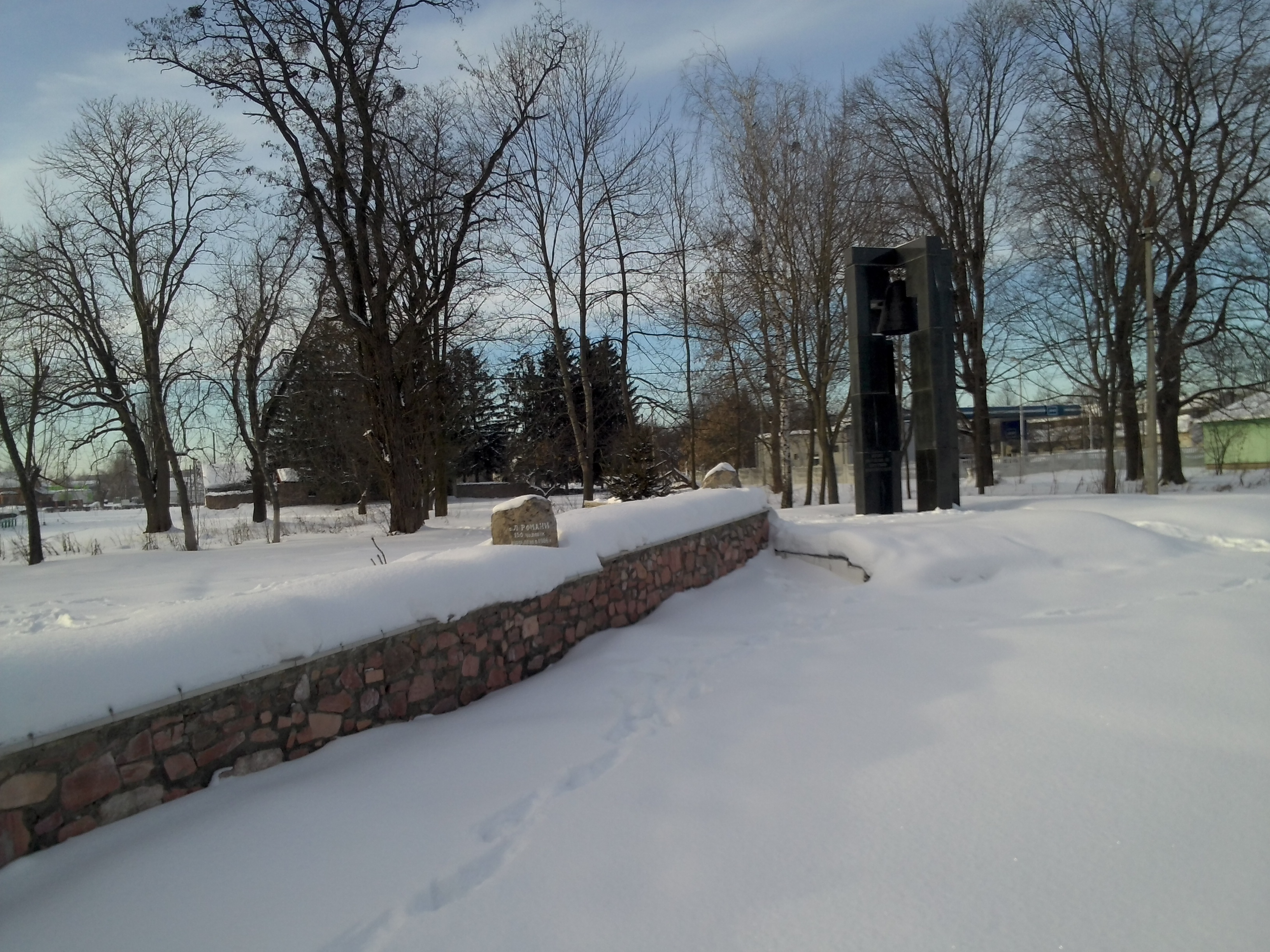
Пам'ятний знак жертвам Чорнобильської трагедії та відселеним селам району

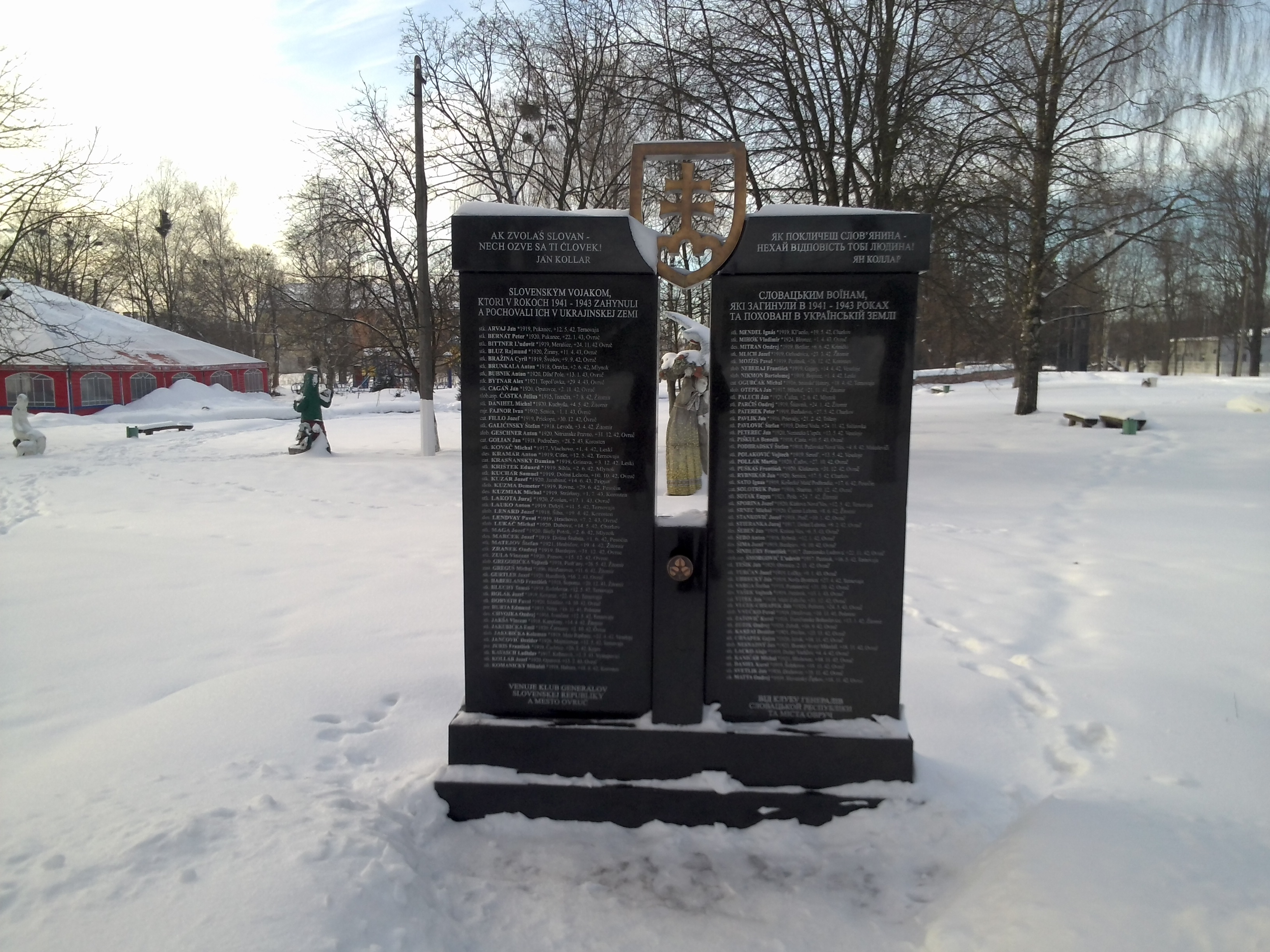
Монумент загиблим словацьким воїнам у 1941—1943 рр.

Район входить до складу Поліської зони. На території району знаходиться частина Поліського природного заповідника площею 7,5 тис.гектарів. Овруцький район межує на півночі з Гомельською областю Республіки Білорусь, на південному сході — з Народицьким, півдні — Коростенським, на південному заході — з Лугинським, і на заході — з Олевським районами області. Найбільшою річкою є Норинь — притока Ужа. Овруцький район багатий на корисними копалинами. Тут зосереджені родовища пірофілітових сланців (єдиного в Україні) та кварциту, що має велике значення для забезпечення сировиною (флюсами) потреб металургійної промисловості. В районі найбільша лісистість, і становить вона понад 60 відсотків території.

## Населення
За даними перепису населення СРСР 1939 року чисельність населення району становила 68 867 осіб, з них українців — 57 482, росіян — 4 805, білорусів — 682, німців — 90, євреїв — 4 295, поляків — 785, інших — 1 410.

## Історія
Район утворено 7 березня 1923 року у складі Коростенської округи Волинської губернії з 27 сільських рад Гладковицької, Христинівської, Велико-Фосенської, Покалівської та Норинської волостей Овруцького повіту.
2 вересня 1930 року було скасовано поділ УРСР на округи, через що, від 15 вересня 1930 року, Овруцький район, як і решта окремих адміністративних одиниць, перейшов у безпосереднє підпорядкування до республіканського центру.
9 лютого 1932 року район увійшов до складу новоствореної Київської області. 4 травня 1935 року район було віднесено до Коростенського округу в складі Київської області.
22 вересня 1937 року було утворено Житомирську область з Овруцьким районом у складі.
Значні зміни внутрішньої адміністративно-територіальної мережі району відбулись після аварії Чорнобильській АЕС — внаслідок катастрофи частина населених пунктів була відселена та знята з обліку, разом із сільськими радами.
Ліквідований 19 липня 2020 року, відповідно до постанови Верховної Ради України від 17 липня 2020 року «Про утворення та ліквідацію районів».

## Адміністративний устрій
Адміністративно-територіально район поділ на міську та сільську об'єднані територіальні громади, селишну раду і 5 сільських рад, які об'єднують 137 населених пунктів та підпорядковані Овруцькій районній раді. Адміністративний центр — місто Овруч.

### Зняті з обліку населені пункти
В Овруцькому районі внаслідок аварії на ЧАЕС було відселено і знято з обліку низку населених пунктів:
- Борутине
- Будолюбівка
- Граки
- Грязеве
- Деревці
- Деркачі
- Делета
- Жолудівка
- Журба
- Колесники
- Липські Романи
- Людвинівка
- Маленівка
- Олександри
- Переїзд
- Підчашшя
- Піхоцьке
- Ситівка
- Солотине
- Соснівка
- Сташкевичі
- Степки
- Червоносілка

Село Стовпичне та Сидори зняті з обліку 23 квітня 2008 року.

## Промисловість
У районі знаходиться 18 промислових підприємств, з яких 10 — відкриті і 1 — закрите акціонерні товариства. Серед них — ВАТ ГЗК «Кварцит» та ВАТ «Товкачівський», які забезпечують сировиною потреби металургійної промисловості переважної більшості заводів України, АТВТ «Норинський щебзавод», Овруцький щебзавод виготовляють щебінь. Виробляються також в районі товари народного споживання як продовольчі, так і непродовольчі.

## Сільське господарство
Ця галузь представлена 24 колективними сільськогосподарськими підприємствами і одним підсобним господарством Овруцького міжгосподарського лісгоспу — зерно-м'ясо-молочний.

## Будівництво
У районі знаходиться 7 будівельно-монтажних і одна ремонтно-будівельна організація. Тривають будівельні роботи з газифікації, водопостачання, проводиться реконструкція шкільних котелень.

## Транспортно-комунікаційна інфраструктура
Територією району проходить важлива залізнична магістраль Санкт-Петербург — Одеса, регіональні автошляхи М21 (до кордону з Білоруссю) і Р02. Загальна довжина автомобільних шляхів району — 699 кілометрів.

## Зовнішньоекономічні зв'язки
У 10 зарубіжних країн відправляють свою продукцію підприємства району: Овруцький і Словечанський держлісгоспи — будівельний ліс, пиломатеріали; молочно-консервний завод — молочні консерви; ВАТ «Толкачівський» та ВАТ ГЗК «Кварцит» — кварцитову продукцію.

## Політика
25 травня 2014 року відбулися Президентські вибори України. У межах Овруцького району було створено 99 виборчих дільниць. Явка на виборах складала — 62,84 % (проголосували 28 597 із 45 509 виборців). Найбільшу кількість голосів отримав Петро Порошенко — 49,55 % (14 170 виборців); Юлія Тимошенко — 16,59 % (4 743 виборців), Олег Ляшко — 12,20 % (3 490 виборців), Сергій Тігіпко — 5,44 % (1 556 виборців), Анатолій Гриценко — 4,17 % (1 192 виборців). Решта кандидатів набрали меншу кількість голосів. Кількість недійсних або зіпсованих бюлетенів — 1,68 %.

## Персоналії
- Дашкевич Остап — гетьман України (1528—1533)
- Макарій Канівський — український архімандрит (?—1678)
- Олег Штуль-Жданович, голова Проводу ОУН (М)з 1964 по 1977 роки
- Єреміїв Михайло Михайлович — член Української Центральної Ради.

## Пам'ятки
- Пам'ятки історії Овруцького району
- Пам'ятки монументального мистецтва Овруцького району
- Вікіпедія:Вікі любить пам'ятки/Житомирська область/Овруцький район

## Природоохоронні території
- Дідове Озеро (заказник)
- Кам'яна Гірка (заказник)
- Корніїв (пам'ятка природи)
- Кутне (заказник)
- Поліський природний заповідник
- Словечанський кряж (заказник)